# Kid Nation
Kid Nation, navngivet The Manhattan Project under projektets udvikling, er et amerikansk realityshow, der debuterede på CBS 19. september 2007. Showet handler om børn i aldersgruppen 8 – 15 år, der skal forsøge at få en efterladt nybyggerby (Bonanza City, New Mexico, USA) og dets nye samfund til at fungere. Hver deltager er på forhånd givet $5.000, men kan for ekstraordinær indsats belønnes med guldstjerner til værdi af enten $20.000 eller $50.000. Showet blev officielt aflyst 14. maj 2008, og derfor aldrig forlænget med en anden sæson.

## Overblik

### Format
Afsnittene indledes med en opsummering af forrige afnit, efterfulgt af en optakt til det nye. Herefter spilles titelskærmen med dels billeder fra afsnittene og dels en scene hvori silhuetter af børn flytter en fane fra hånd til hånd. Afsnittenes indledende handling har gerne relevans for resten afsnittet og især konkurrencen. For eksempel handler et af afsnittene om besværet med at vaske tøj, hvorefter de i konkurrencen kunne vinde forskellige typer af vaskemaskiner. I afsnittene følger man dels disse begivenheder og intrier fra bylivet, og deltagernes forskellige bestræbelser på at komme overens med hinanden og på at tjene flere penge. Også konkurrencer og byråd fylder meget tid af afsnittene og alle begivenheder suppleres op med klip fra individuelle interviews. Et afsnit varer en time inklusiv reklamepauser.

### Distrikter og konkurrencer
I første afsnit blev der valgt fire ledere til "byrådet." Samfundet blev tidligt delt i fire forskellige distriker (rød, blå, gul og grøn), ledt af én af de fire byrådsmedlemmer. Hvert distrikt er tildelt en plads et hierarkiet der bestemmer deltagernes daglige gøremål og løn. Klasserne er:
- Upper Class
- Merchants
- Cooks
- Laborers

Hvilket distrikt der får hvilken opgave afgøres ved jævnlige konkurrencer. Distrikterne kan hjælp hinanden, men det er ikk påtvunget, ligesom det ikke er påtvunget at overklassen yder noget arbejde. Ved konkurrencer afgøres også hvor meget løn en given deltager får – en løn de kan bruge til at købe bl.a. underholdning, tøj og slik i butikkerne, der drives af Merchant-klassen. Cooks skal sørge for at drive køkkenet, reelt set både madlavning og opvask, mens laboreres-klassen står for det bl.a. at rense toiletterne.
Konkurrencer (også kaldet "show down") afholdes med det formål at fordele distrikterne på deres arbejdsopgave, afgøre deres løn og om hele byen skal belønnes med en stor præmie. Den store præmie er et valg mellem to ting der forsøder deltagernes tilværelse, bl.a. med vaskemaskiner, en vandrutschebane, senge, mm. Konkurrencerne varierer i både tidsrum og udfordring, og søger blandt andet at kombinere evner inden for paratviden, fysisk styrke, logisk tænkning, preshåndtering, mm.

### Byrådsmøder
Ved byrådsmøderne samles alle deltagere, hvor de indledningsvist diskuterer byrådets arbejde på godt og ondt. Beboerne har mulighed for at konfrontere byrådsmedlemmerne og ved håndoprækning bekende deres tilfredshed eller mangel på samme. Ved byrådsmøder uddeles også økonomisk værdifulde, massive guldstjerner til én person som byrådet mener har gjort en forskel. Ved samme lejlighed kan dem der ønsker det blive sendt hjem. Der kan også foretages genvalg af byrådet, hvilket første gang afsatte to af de fire medlemmer.

## Kid Nation 2
For en mulig efterfølger, Kid Nation 2, skulle deltagerkandidater sende en skriftlig ansøgning og en tre minutter video, og samtidig være mellem 8 og 15 år på ansøgningstidspunktet, samt have amerikansk borgerskab og pas, og give producerne rettighederne til at foretage et baggrundstjek. Semifinalisterne blandt ansøgerne skulle på egen regning rejse til en af 11 regionale interviews, hvoraf finalisterne fløj til Los Angeles. Ansøgninger skulle være i hænde senest 9. oktober 2007. CBS aflyste dog Kid Nation den 14. maj 2008.

## Fodnoter
1. 1 2 3  http://tvseriesfinale.com/articles/cbs-announces-their-2008-09-schedule-whos-been-cancelled/. Modtaget 24-05-2008.
2. ↑  Kid Nation 2-ansøgning